# Nichtzentralitätsparameter

Einige Dichten von nichtzentralen t-Verteilungen

Nichtzentralitätsparameter (kurz: NZP, englisch noncentrality parameter, kurz NCP) sind Parameter von Familien von Wahrscheinlichkeitsverteilungen, die in Beziehung zu anderen „zentralen“ Familien von Verteilungen stehen. Während die zentrale  Verteilung beschreibt wie eine Teststatistik verteilt ist, wenn die Nullhypothese wahr ist, beschreiben nichtzentrale Verteilungen die Verteilung einer Teststatistik, wenn die Alternativhypothese gilt (die Nullhypothese also falsch ist). Dies führt zur wichtigsten Anwendung der Parameter: Die Berechnung der Trennschärfe.
Wenn der Nichtzentralitätsparameter einer Verteilung Null ist, dann ist die Verteilung identisch zu der Verteilung der zentralen Familie von Verteilungen.

## Verwendung in Wahrscheinlichkeitsverteilungen
Nichtzentralitätsparameter werden u. a. in den folgenden Verteilungen verwendet:
- Nichtzentrale t-Verteilung
- Nichtzentrale Chi-Quadrat-Verteilung
- Nichtzentrale F-Verteilung